# Prédefin
Prédefin ist eine französische Gemeinde mit 214 Einwohnern (Stand 1. Januar 2022) im Arrondissement Arras des Départements Pas-de-Calais. Sie liegt im Kanton Saint-Pol-sur-Ternoise und ist Mitglied des Kommunalverbandes Ternois.
|          | Laires  | Febvin-Palfart       |
| Lisbourg | Kompass | Fontaine-lès-Boulans |
| Équirre  | Heuchin |                      |

## Sehenswürdigkeiten

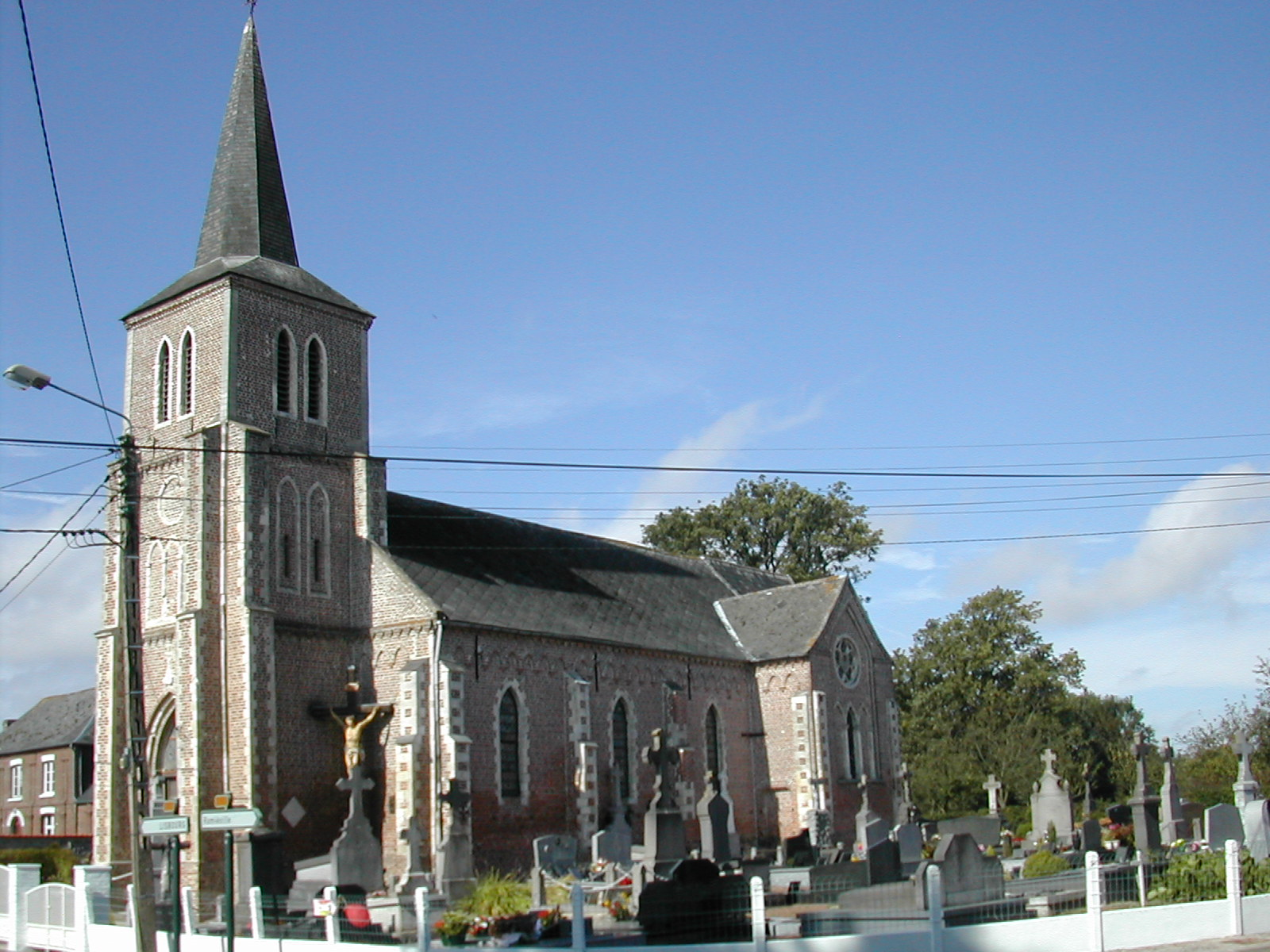
Kirche Saint-Martin